# Lynnville (Tennessee)

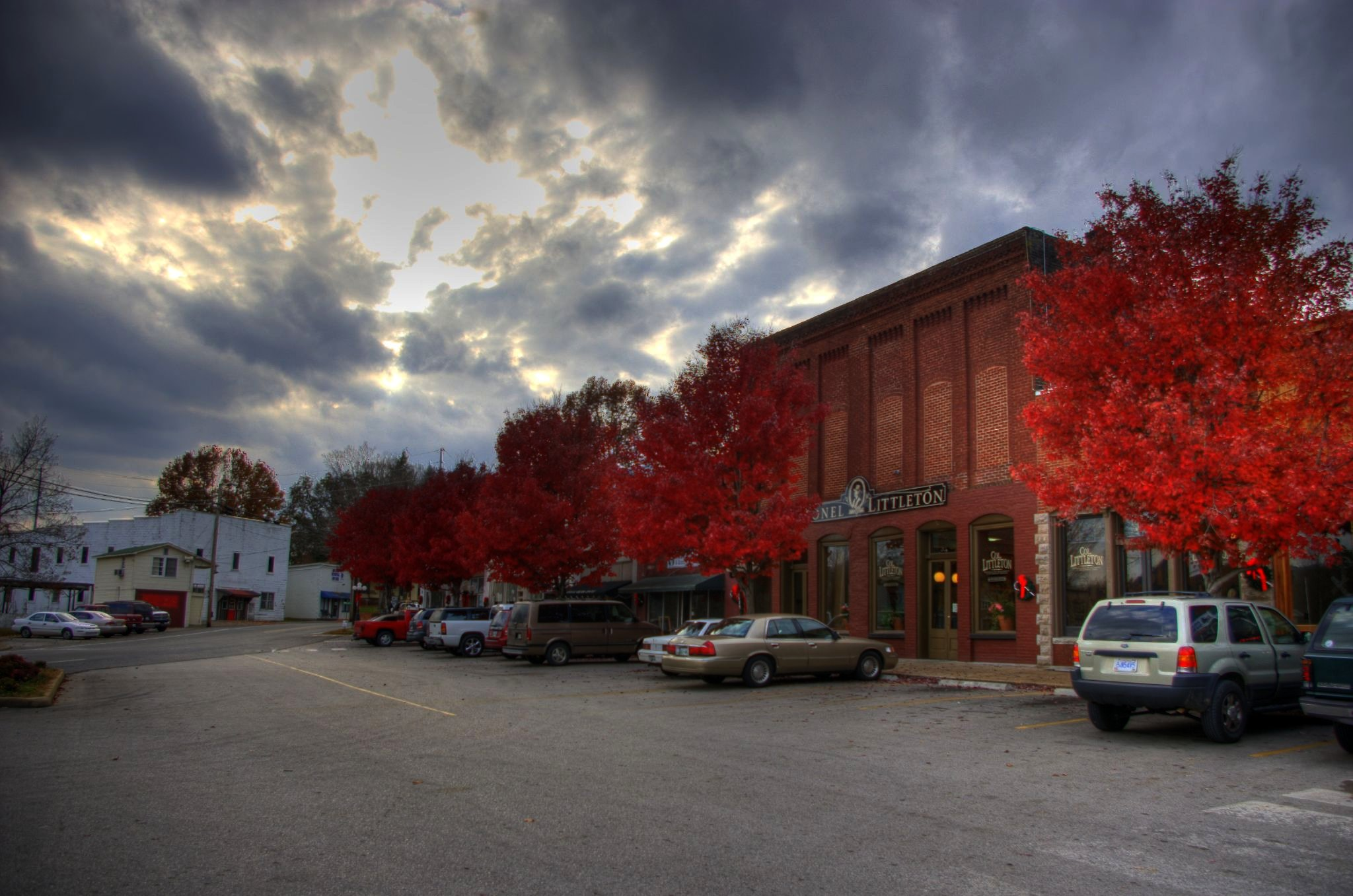
Downtown Lynnville, 2009.

Lynnville es un pueblo ubicado en el condado de Giles en el estado estadounidense de Tennessee. En el Censo de 2010 tenía una población de 287 habitantes y una densidad poblacional de 339,91 personas por km².

## Geografía
Lynnville se encuentra ubicado en las coordenadas 35°22′41″N 87°0′22″O / 35.37806, -87.00611. Según la Oficina del Censo de los Estados Unidos, Lynnville tiene una superficie total de 0.84 km², de la cual 0.84 km² corresponden a tierra firme y (0%) 0 km² es agua.

## Demografía
Según el censo de 2010, había 287 personas residiendo en Lynnville. La densidad de población era de 339,91 hab./km². De los 287 habitantes, Lynnville estaba compuesto por el 91.64% blancos, el 8.01% eran afroamericanos, el 0% eran amerindios, el 0% eran asiáticos, el 0% eran isleños del Pacífico, el 0% eran de otras razas y el 0.35% pertenecían a dos o más razas. Del total de la población el 1.39% eran hispanos o latinos de cualquier raza.